# Tadeusz Szturm de Sztrem
Tadeusz Szturm de Sztrem, pseudonim Mały (ur. 6 października?/18 października 1892 w Niżnym Nowogrodzie, zm. 17 marca 1968 w Warszawie) – polski działacz socjalistyczny i niepodległościowy, kawaler Orderu Virtuti Militari.

## Młodość w Rosji
Syn Jana i Marii z Rusieckich.
Tradycja rodzinna utrzymywała, że nazwisko de Sztrem pochodzi z Alzacji. Przodek walczył w oddziałach Jana III Sobieskiego i za waleczność w odsieczy wiedeńskiej został nobilitowany. Do nazwiska de Sztrem dodano pierwszy człon Szturm. Ojciec Jan pełnił różne kierownicze stanowiska w miastach nad Wołgą.
Tadeusz miał jedną siostrę Zofię (1891-1965) później żonę Tadeusza Herfurta oraz trzech braci: Edwarda (1885-1962) – demografa i statystyka, dyrektora Głównego Urzędu Statystycznego, Witolda (1888-1933) – prawnika, działacza PPS i KPP. Najmłodszy Zbigniew (1898-1921) był działaczem Polskiej Organizacji Wojskowej (POW) i podchorążym Wojska Polskiego.
Uczęszczał do szkół w Astrachaniu i gimnazjum w Petersburgu, gdzie zdał maturę i otrzymał złoty medal w 1910. W tym samym roku zmarł jego ojciec, a Tadeusz rozpoczął studia na Wojskowej Akademii Medycznej w Petersburgu, skąd po dwóch latach przeniósł się na Wydział Prawa Uniwersytetu Petersburskiego. W okresie studiów rozpoczął pracę jako korepetytor.
Jeszcze w gimnazjum, w wieku 16 lat, wstąpił do Związku Młodzieży Postępowo-Niepodległościowej, a w 1912 został członkiem petersburskiej sekcji PPS. Wiosną 1913 roku w czasie pobytu w Warszawie nawiązał bliższe kontakty z PPS w kraju. Poznał też Zygmunta Zarembę i wstąpił do warszawskiej organizacji PPS-Opozycji. Po powrocie do Petersburga spowodował rozwiązanie sekcji PPS i założenie sekcji PPS-Opozycja. Współtworzył także Związek Socjalistycznej Młodzieży Polskiej, gdzie poznał Tadeusza Hołówkę.

## Lata walki o niepodległość 1914-1921
Zaraz po wybuchu wojny, pod koniec sierpnia 1914, niewielka grupa studentów z Petersburga powiązanych z PPS i PPS-Opozycja przybyła do Warszawy. Byli to Tadeusz Hołówko, Stanisław Jarecki i Tadeusz Szturm de Sztrem. Dołączył do nich Kazimierz Bagiński (Politechnika Lwowska), a wkrótce siostra Tadeusza Zofia oraz Natalia Lipszycówna. Członkowie tej grupy nawiązali kontakty ze Związkiem Strzeleckim i Drużynami Strzeleckimi. Tak ukształtowała się tzw. grupa petersbursko-lwowska.
Pod koniec października 1914 do grupy dołączyli wysłani na tyły wroga dwaj byli działacze Organizacji Bojowej PPS – Jan Bielawski i Józef Kobiałko. Mieli za zadanie organizować oddziały dywersyjne na zapleczu wojsk rosyjskich.
Pierwszą akcję zorganizował Tadeusz Szturm de Sztrem z Janem Bielawskim. W dniu 23 listopada 1914 wysadzili tory na liniach warszawskiego węzła kolejowego. Następnie 29 listopada grupa próbowała wysadzić pomnik wzniesiony na rozkaz cara ku czci polskich generałów, którzy nie przyłączyli się do powstania i zginęli z rąk powstańców.

### Oddział Lotny Wojsk Polskich

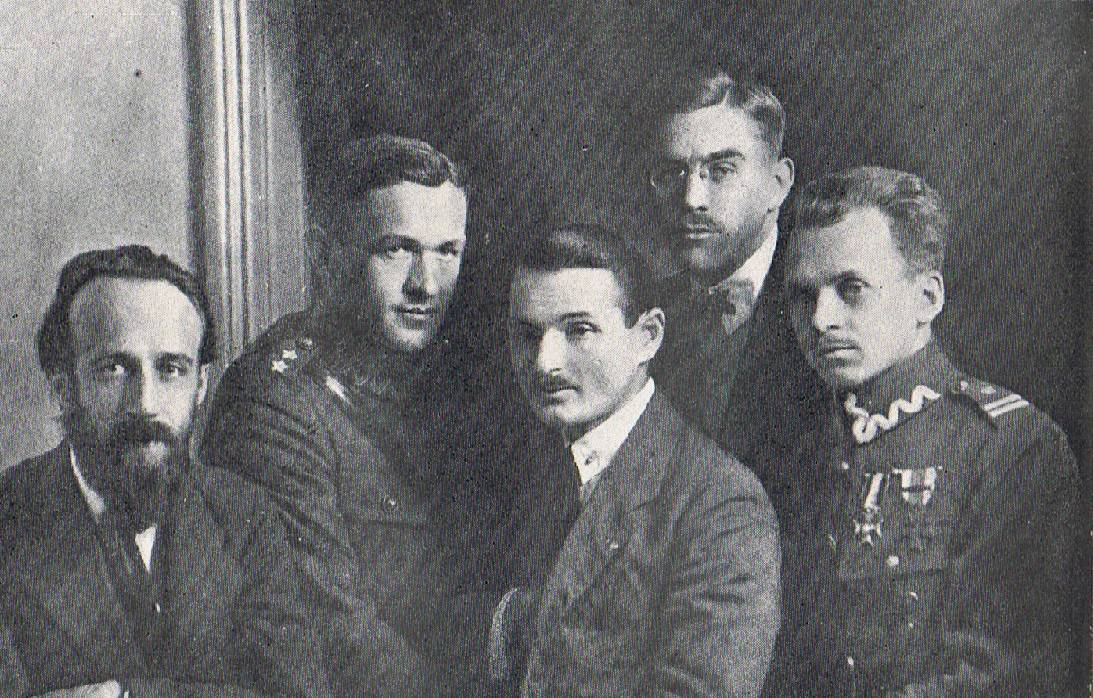
Członkowie Centralnego Oddziału Lotnego. Od lewej: Tadeusz Szturm de Sztrem Mały, Tadeusz Herfurt Jan, Józef Kobiałko Walek, Kazimierz Bagiński Florek, Marian Zyndram-Kościałkowski Orwicz

30 listopada 1914 został zaprzysiężony oddział bojowy pod nazwą „Oddział Lotny Wojsk Polskich”. W jego skład weszli dotychczasowi członkowie grupy oraz część członków wywiadowczego oddziału I Brygady „Oddziału Beków”. Dowódcą został Jan Bielawski Mikita. Szturm de Sztrem w ramach oddziału organizował laboratorium materiałów wybuchowych oraz biuro paszportowe produkujące fałszywe dokumenty tożsamości. W lutym 1915 po reorganizacji Oddziału został przeniesiony w lubelskie gdzie również stworzył laboratorium materiałów wybuchowych. W czerwcu 1915 wraz z Antonim Krahelskim brał udział w przygotowaniach do ekspropriacji kasy sztabu II Armii rosyjskiej w Garwolinie. Jednak po aresztowaniu Krahelskiego, w nocy z 8 na 9 czerwca 1915 akcja została odwołana. Szturm de Sztrem działał na Lubelszczyźnie do lipca 1915, do zajęcia tego terenu przez wojska austriackie. Następnie przeniósł się do Warszawy. Podejmował tam nieudane próby zorganizowania oddziału zbrojnego, współpracował z Tadeuszem Rechniewskim z PPS-Lewicy angażując się na rzecz działań niepodległościowych.

### I Brygada Legionów Polskich
Po zajęciu Królestwa przez wojska Trójprzymierza jak większość członków Oddziału Lotnego opuścił Warszawę i w październiku 1915 ruszył do Legionów. Został przydzielony do VI batalionu, 3 pułku piechoty I Brygady pod dowództwem mjr. Michała Żymierskiego. W listopadzie i grudniu 1915 brał udział w walkach I Brygady nad Styrem na Wołyniu. Od początku lipca w szeregach VI batalionu (w którym służył także Józef Korczak) walczył z wojskami rosyjskimi podczas ofensywy Brusiłowa. Brał udział w najbardziej krwawej trzydniowej bitwie Legionów pod Kostiuchnówką, a następnie w odwrocie nad Stochód. Po walkach nad Stochódem 3 pułk został przeniesiony do rezerwy. Po podaniu się przez Piłsudskiego do dymisji, na początku października 1916, oddziały legionowe przetransportowano do Baranowicz, gdzie przeprowadzono reorganizację. Tadeusz Szturm de Sztrem znalazł się w 5 pułku piechoty, gdzie próbował zorganizować nauczanie analfabetów. Po kryzysie przysięgowym w grudniu 1916 Mały został wydelegowany z wojska do pracy politycznej i powrócił do Warszawy.

### Biuro Pracy Społecznej
Po powrocie do Warszawy włączył się do działalności politycznej PPS i rozpoczął pracę w sekretariacie Uniwersytetu Ludowego. Od początku lutego 1917 na zaproszenie Włodzimierza Knurowskiego rozpoczął pracę w Biurze Pracy Społecznej. Tutaj prowadził prace statystyczne i rachunkowe. Praca w Biurze przesądziła o jego dalszej działalności zawodowej.

### CzłonekPogotowia Bojowego PPS
Od początku 1917 prowadził starania o utworzenie organizacji zbrojnej podobnej do Oddziału Lotnego jako zaplecza zbrojnego PPS. W początkowym okresie władze PPS były temu przeciwne. Jednak już w lutym sytuacja zaczęła się zmieniać. Represje okupantów oraz rozbieżności pomiędzy PPS a Piłsudskim spowodowało, że władze PPS zmieniły zdanie. Mały zaczął organizować pierwsze koło bojowe w Warszawie, którego dowódcą został Józef Korczak. Przeprowadzono kilka akcji w celu zdobycia pieniędzy oraz broni. W czerwcu 1917 na podstawie uchwały XII Zjazdu PPS, powołano zakonspirowaną komórkę, która miała przygotować organizację zbrojną. W końcu roku powołano Wydział Pogotowia Bojowego PPS na czele z Tomaszem Arciszewskim, który jeszcze niedawno był przeciwny tworzeniu pogotowia. Faktycznym dowódcą został Józef Korczak. T. Szturm de Sztrem był członkiem Wydziału Pogotowia. Równocześnie zorganizował nielegalne biuro paszportowe, które oprócz zapewniania fałszywych tożsamości członkom Pogotowia, zaopatrywało wielu ukrywających się po kryzysie przysięgowym legionistów.
W Pogotowiu brał również czynny udział w akcjach zbrojnych, m.in. w zamachu na naczelnika niemieckiej policji politycznej dr. Ericha Schultzego, dokonanym 1 października 1918 przez Antoniego Purtala Szczerbę. W dniach 10–12 listopada 1918 Tadeusz Szturm de Sztrem brał czynny udział w rozbrajaniu żołnierzy niemieckich w Warszawie. Spotykał się w tym czasie z J. Piłsudskim.
W połowie listopada 1918 Pogotowie Bojowe PPS przekształciło się w Milicję Ludową PPS. Komendantem został Józef Korczak, T. Szturm de Sztrem wszedł w skład Komendy Głównej, a później Koła Mężów Zaufania.
Za działalność bojową w Oddziale Lotnym Wojsk Polskich i Pogotowiu Bojowym PPS, T. Szturm de Sztrem został 17 maja 1922 odznaczony Krzyżem Srebrnym Orderu Wojskowego Virtuti Militari nr 7574 przez Naczelnika Państwa, Józefa Piłsudskiego.

## Okres międzywojenny
W styczniu 1920 z inicjatywy byłych pracowników Biura Pomocy Społecznej – Henryka Kołodziejskiego, Edwarda Maliszewskiego, Tadeusza Szturm de Sztrema i Włodzimierza Wakara powstał Instytut Gospodarstwa Społecznego (IGS). Pierwszym kierownikiem został Wakar. Szturm de Sztrem pracował w nim bez przerwy aż do jego zniszczenia w sierpniu 1944.
Zadaniem Instytutu były prace prowadzące do oparcia gospodarstwa społecznego w Polsce na podstawach naukowych.
W marcu 1921 kierownictwo IGS objął prof. Ludwik Krzywicki. Tadeusza Szturm de Sztrem coraz bardziej pochłaniała praca naukowa w Instytucie, a mniej polityczna co wkrótce doprowadziło do wystąpienia z PPS. Tadeusz został wybrany na członka Zarządu Instytutu i był nim nieprzerwanie do 1939.
W 1921 został oddelegowany z Instytutu do prowadzenia redakcji kwartalnika „Ekonomista” wydawnictwa Towarzystwa Ekonomistów i Statystyków Polskich. W latach kryzysu 1923-1925 ze swojej pensji za redakcję „Ekonomisty” w zasadzie utrzymywał IGS, pokrywając wydatki – komorne, koszty korespondencji i utrzymanie Sekretariatu. Jako sekretarka w IGS pracowała Wanda Korczak, wdowa po Józefie Korczaku.
W styczniu 1923 został przyjęty do służby państwowej w Głównym Urzędzie Statystycznym, a po kilku miesiącach przeszedł do Ministerstwa Skarbu, gdzie był kierownikiem Wydziału Statystyki Społecznej. Z jego inicjatywy GUS zaczął wydawać „Mały Rocznik Statystyczny”. Prace rozpoczęto w 1929, a pierwszy Rocznik ukazał się w 1930.
Wiosną 1939 Tadeusz Szturm de Sztrem ponownie wstąpił do PPS, nie mogąc – wobec zbliżającego się zagrożenia niepodległości Polski – dalej pozostawać na uboczu. W bardzo krótkim czasie nawiązał bliską współpracę z sekretarzem generalnym PPS Kazimierzem Pużakiem. O jego działalności z tego okresu wiadomo niewiele. Spowodowane to było faktem, że od wiosny 1939 nie występował publicznie, organizując nowe, konspiracyjne struktury PPS na wypadek okupacji.

## II wojna światowa
Po wybuchu wojny działalność Tadeusza Szturm de Sztrema skupiła się w dwóch ośrodkach: redakcji „Robotnika” i Ratuszu. Gdy 6 września zapadła decyzja o organizowaniu przez PPS Robotniczych Batalionów Obrony Warszawy, Szturm de Sztrem brał aktywny udział w ich organizacji. W lokalu „Robotnika” przyjmował zapisy i pomagał Zygmuntowi Zarembie w nawiązywaniu kontaktów. Na prośbę T. Szturm de Sztrema prezydent Stefan Starzyński polecił dyrektorowi Wydziału Ewidencji Janowi Delingowskiemu wydanie blankietów dowodów osobistych oraz pieczęci, koniecznych do zorganizowania konspiracyjnego biura paszportowego.

### WspółtwórcaPPS WRN
W pierwszych dniach października 1939 Tadeusz Szturm de Sztrem został dołączony do kierownictwa tworzonej wówczas konspiracyjnej kadrowej organizacji PPS (Kazimierz Pużak, Zygmunt Zaremba, Bolesław Dratwa, Józef Dzięgielewski, Tadeusz Szturm de Sztrem), która na początku 1940 przyjęła nazwę Wolność-Równość-Niepodległość (WRN).
Kierownictwo WRN już od początku swojej działalności przystąpiło do tworzenia organizacji bojowej pod nazwą Gwardia Ludowa (GL WRN). Komendantem Gwardii Ludowej został Kazimierz Pużak, a do Komendy Głównej wszedł Tadeusz Szturm de Sztrem. Spełniał on zadania specjalne – zajmował się akcjami dywersyjnymi. Gwardia Ludowa PPS należała do Związku Walki Zbrojnej (na prawach autonomicznych), a następnie do Armii Krajowej.
Od 1940 Szturm de Sztremowi powierzono kierowanie wydawnictwami WRN. W początkowym okresie był – obok Zygmunta Zaremby – głównym autorem publikowanych materiałów.
W roku 1942 został łącznikiem pomiędzy PPS-WRN a Szarymi Szeregami. Między innymi dzięki poparciu T. Szturm de Sztrema Jan Rossman mógł korzystać z konspiracyjnej drukarni przy ul. Długiej, w której wydawano pismo Szarych Szeregów „Bądź gotów”. Jan Rossman i Tadeusz Zawadzki „Zośka” zorganizowali na przełomie 1942-1943 spotkania Tadeusza Szturm de Sztrema z grupami harcerzy, na których szkolił ich w działalności konspiracyjnej oraz wykładał im historię ruchów socjalistycznych w Polsce.
W grudniu 1943 Tadeusz został zatrzymany przez granatowego policjanta. Ze względu na swój wygląd (pociągła twarz i długa broda), został uznany za Żyda i przewieziony na Pawiak. Wielokrotnie był przewożony na Aleję Szucha. Dzięki staraniom przyjaciół (głównie Wandy Czapskiej) oraz pokaźnej łapówce, po prawie trzech miesiącach został zwolniony.
Zaraz po zwolnieniu Szturm de Sztrem wznowił działalność konspiracyjną i kierował Centralnym Wydziałem Prasowym PPS-WRN. Na przełomie 1943-1944 z polecenia Pużaka uczestniczył w tworzeniu Rady Jedności Narodowej. Prowadził rozmowy z Julianem Piaseckim z Obozu Polski Walczącej i Zygmuntem Hemplem z Konwentu Organizacji Niepodległościowych.
Gdy w styczniu 1944 powołano Radę Jedności Narodowej, której przewodniczącym został wybrany Kazimierz Pużak, Tadeusz Szturm de Sztrem został kierownikiem komisji propagandy i agitacji społecznej.
Wybuch Powstania Warszawskiego odciął Szturm de Sztrema na kilka dni od głównych działań zbrojnych. Dopiero po kilkunastu dniach udało mu się przedostać do Śródmieścia. Wówczas został zastępcą sekretarza generalnego PPS Pużaka. Szturm de Sztrem brał czynny udział w zebraniach kierownictwa PPS.
Dnia 6 października 1944 Tadeusz Szturm de Sztrem w towarzystwie Wandy Korczakowej, Kazimierza Pużaka, jego żony i córek opuścił Warszawę. Początkowo przebywał w Krakowie, gdzie w styczniu 1945 wkroczyli żołnierze Armii Czerwonej.

## PRL
Po wyzwoleniu PPS-WRN nadal działała w konspiracji. Pod koniec marca 1945, Kazimierz Pużak wraz z całym kierownictwem władz podziemnych został aresztowany przez NKWD i wywieziony do Moskwy. Wówczas funkcję sekretarza generalnego przejął Szturm de Sztrem. Razem z Zygmuntem Zarembą wydawał nielegalne pismo „AS”, a nieco później „Przegląd Krajowy”.
W połowie marca 1945 zorganizowano konspiracyjne posiedzenie Rady Naczelnej PPS pod kierownictwem Z. Żuławskiego (nie działającego w PPS-WRN) z udziałem większości członków wybranych na ostatnim Kongresie PPS w Radomiu (1937). Na posiedzeniu skrytykowano układ jałtański, pozytywnie oceniono działalność PPS w czasie okupacji i postanowiono rozwiązać WRN, co nastąpiło w lipcu 1945.
W drugiej połowie 1946 represje wobec działaczy Polski Podziemnej zostały zaostrzone. Zygmunt Zaremba wyemigrował do Francji, gdzie kontynuował działalność polityczną. Tadeusz Szturm de Sztrem próbował namówić do wyjazdu także Kazimierza Pużaka, ale ten odmówił.
23 listopada 1946 Tadeusz Szturm de Sztrem został aresztowany wraz z innymi działaczami PPS-WRN. W więzieniu mokotowskim znaleźli się: Józef Dzięgielewski, Adam Obarski, Feliks Misiorowski, Bolesław Gałaj, Antoni Zdanowski. Po wyborach do Sejmu dzięki staraniom Kołodziejskiego został objęty amnestią i zwolniony 13 lutego 1947.
Nie pozostał długo na wolności – już w końcu maja 1947 działaczy PPS-WRN objęła nowa fala aresztowań. Łącznie aresztowano 36 osób, wśród nich oprócz Szturm de Sztrema znaleźli się m.in. Kazimierz Pużak, Józef Dzięgielewski, Ludwik Cohn, Wiktor Krawczyk i Feliks Misiorowski.
19 listopada 1948 Rejonowy Sąd Wojskowy w Warszawie skazał Tadeusza Szturm de Sztrema i Kazimierza Pużaka na 10 lat więzienia, utratę praw obywatelskich na 5 lat oraz przepadek mienia. W późniejszym czasie karę złagodzono do 5 lat.
8 marca 1952 Tadeusz Szturm de Sztrem został zwolniony z więzienia po odbyciu zasądzonej kary.

## Ostatnie lata działalności

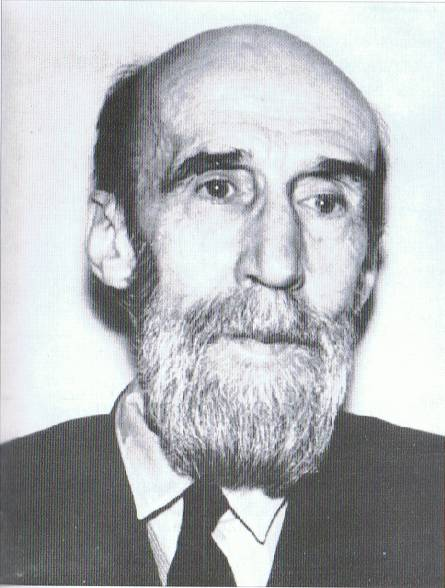
Tadeusz Szturm de Sztrem ok. 1957

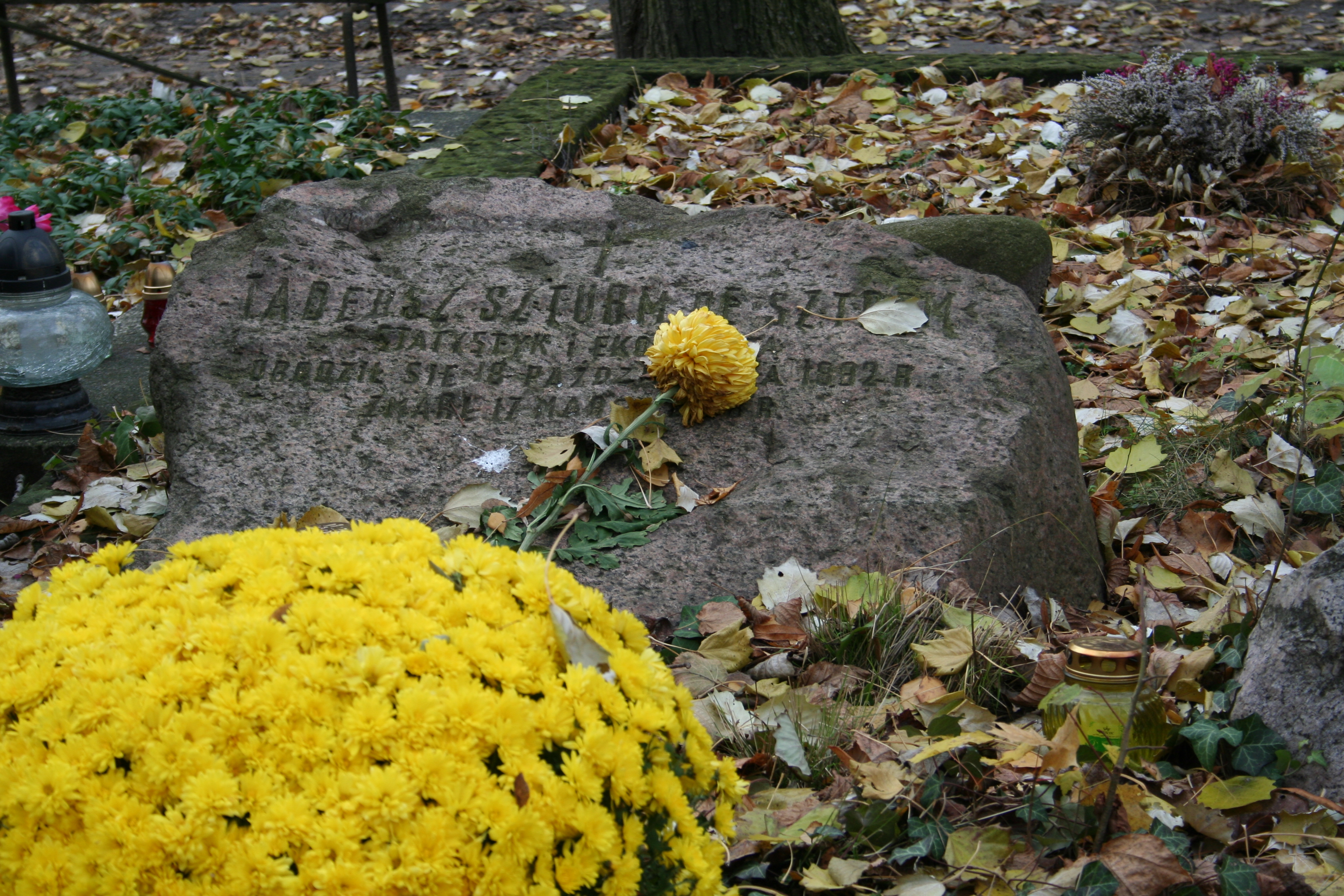
Grób Tadeusza Szturm de Sztrema na warszawskim cmentarzu Powązkowskim

Po wyjściu z więzienia przez kilka miesięcy nie mógł znaleźć pracy. Dopiero w lipcu dzięki staraniom przyjaciół dostał etat księgowego w Przedsiębiorstwie Zaopatrzenia Sprzętowego Budownictwa Miejskiego w Warszawie. Na początku 1956, kiedy powoli następowała „odwilż”, Szturm de Sztrem nawiązał współpracę Komitetem Filozoficznym Polskiej Akademii Nauk. Dzięki poparciu grupy osób przygotowujących wydanie Dzieł Ludwika Krzywickiego, T. Szturm de Sztrem w połowie marca 1957 został powołany na członka Komitetu Redakcyjnego. Był również autorem haseł w Polskim Słowniku Biograficznym i Słowniku biograficznym działaczy polskiego ruchu robotniczego.
W 1959 przypadało stulecie urodzin Ludwika Krzywickiego. Tadeusz Szturm de Sztrem wziął czynny udział w przygotowaniach do uroczystości, został także członkiem komitetu organizacyjnego.
Zmarł 17 marca 1968. Został pochowany 21 marca obok brata Zbigniewa i przyjaciela Józefa Korczaka na cmentarzu Powązkowskim w Warszawie (kw. 233–V–2/3).

## Główne publikacje
- Walka o Płace Zarobkowe Instytut Gospodarstwa Społecznego 1922.
- Płace zarobkowe w okresie dewaluacji pieniężnej Instytut Gospodarstwa Społecznego 1923.
- Żywiołowość w opodatkowaniu: podatek inflacyjny Instytut Gospodarstwa Społecznego 1924.
- Bezrobocie w Europie dzisiejszej. Przyczynek do teorii Kryzysów., Warszawa 1931.
- Instytut Gospodarstwa Społecznego 1920-1944 Warszawa 1959.